# Carl Sundt-Hansen

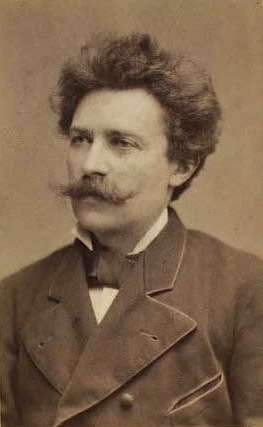
Carl Sundt-Hansen, Foto von Carl Brasch

Carl Frederik Sundt-Hansen (* 30. Januar 1841 in Stavanger, Norwegen; † 27. August 1907 ebenda) war ein norwegisch-dänischer Genremaler der Düsseldorfer Schule.

## Leben
Sundt-Hansen, Sohn des Kaufmanns und Stadthauptmanns Lauritz Wilhelm Hansen (1816–1871) und dessen Ehefrau Elisa Margaretha Sundt (1814–1892), wuchs in einem vermögenden und kunstinteressierten Elternhaus in Stavanger auf. 1859 reiste er nach Kopenhagen, um an der Königlich Dänischen Kunstakademie Malerei zu studieren. 1861 ging er nach Düsseldorf und besuchte in den Jahren 1861/1862 die Königlich Preußische Kunstakademie. Dort war Karl Müller sein Lehrer. Außerdem nahm er dort Privatunterricht bei dem Schweizer Genremaler Benjamin Vautier. In den Jahren 1862/1863 bis 1866 war er Mitglied der Künstlervereins Malkasten. 1866 zog er weiter nach Paris. 1867 stellte er ein Bild, das er unter dem Eindruck der französischen Malerei, insbesondere der Malerei von Paul Delaroche, gemalt hatte, in der Christiania Kunstforeniging aus. Dafür erhielt er gute Kritiken. Nachdem Karl XV. von Schweden (Karl IV. von Norwegen) einige seiner Bilder auf der Pariser Weltausstellung 1867 gesehen hatte, erhob er ihn zum Ritter des Wasaordens. 1871 entschloss sich Sundt-Hansen, nach Stockholm zu gehen, wo er als Hofmaler wirkte und Mitglied der Kunstakademie war. Elf Jahre blieb er dort. Dann ließ er sich in Kopenhagen nieder, wo er von 1882 bis 1896 als freischaffender Maler lebte und ebenfalls Mitglied der Kunstakademie war. Hier entstand 1890 sein Hauptwerk Eine Seebestattung (En begravelse ombord). Am 1. März 1889 wurde er dänischer Staatsbürger. Später lebte er in Valle (Setesdal), wo er in Vergessenheit geriet. Gegen Ende der 1900er Jahre stieg das Interesse an seiner Malerei allerdings wieder an. Kurz vor seinem Tod wurde eine Krebserkrankung diagnostiziert. Die letzten Lebensmonate verbrachte der lebenslang Unverheiratete bei seinem Bruder in Stavanger.
Wie bei Olaf Isaachsen entwickelte sich die Malerei Sundt-Hansens von einem durch die norwegische Nationalromantik im Sinne Adolph Tidemands geprägten Stil hin zu einem Realismus. Sein Bemühen, eine psychologische Vertiefung und eine Differenzierung in der Darstellung zu erlangen, verlieh seinen Bildern einen hohen künstlerischen Rang.

## Werke (Auswahl)
- Den forskudte, 1865

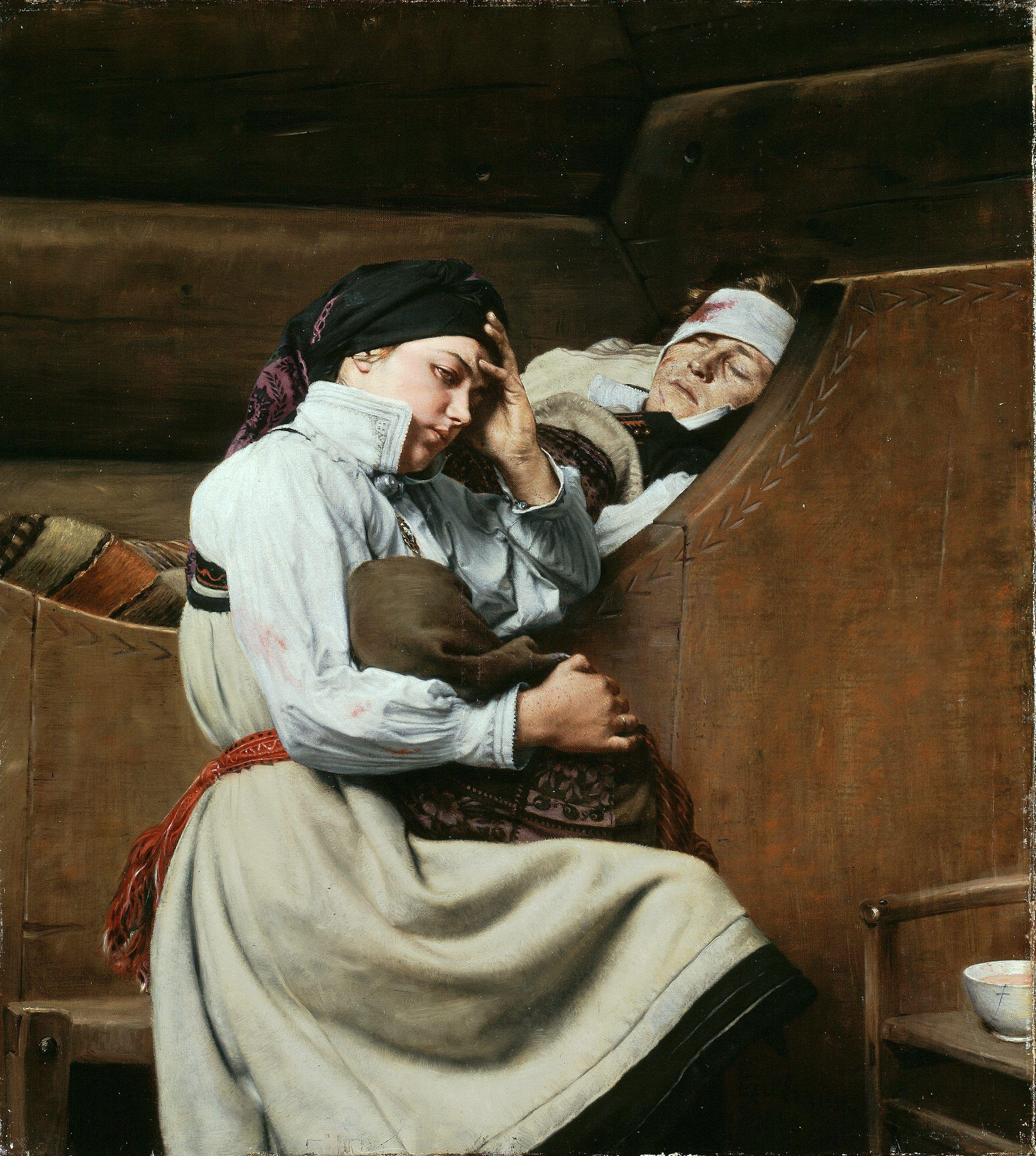
Såret, 1888

Eine Seebestattung, 1890

- Et Sæterbesøg, 1866, Schwedisches Nationalmuseum, Stockholm
- Hjemsøgelsen, 1873
- I lendsmandsarresten, 1875, Nationalmuseum Oslo
- Konfrontationen, 1878, Schwedisches Nationalmuseum, Stockholm
- Såret, 1888, Nationalmuseum Oslo
- Eine Seebestattung (En begravelse ombord), 1890, Nationalmuseum Oslo
- Setesdalsgutt, 1904